# Janko Röttgers
Janko Röttgers (* 1976) ist ein deutscher Journalist und Autor. Er lebt und arbeitet in San Francisco.
In den 2000er Jahren veröffentlichte er zu den Themen Netzkultur, Netzpolitik und Musik im Internet, unter anderen in der c’t, der de:Bug, der Frankfurter Rundschau, dem Freitag, bei heise online, bei Telepolis, netzwelt.de und im Tonspion. Zu dieser Zeit lebte er in Los Angeles.
Besondere Aufmerksamkeit erregte sein 2003 erschienenes Buch „Mix, Burn & R.I.P.“, in dem er das Ende der Musikindustrie, bzw. ihrer klassischen Vertriebswege prophezeite. Röttgers sagte voraus, dass Inhalte wie Musik in den darauffolgenden Jahren verstärkt in digitaler Form über das Internet (zum Beispiel in legalen Download-Stores wie iTunes oder Beatport, aber auch via File Sharing) konsumiert werden würden.
Nach Tätigkeit als Korrespondent für deutschsprachige Medien wurde er Mitarbeiter des US-amerikanischen Technologie-Blogs Gigaom. Von 2015 bis 2019 schrieb er für das Magazin Variety von San Francisco aus über Technologiethemen. Ende 2019 wechselte er zu der neugegründeten Publikation Protocol.

## Veröffentlichungen
- Mix, Burn & R.I.P. – Das Ende der Musikindustrie, 2003, ISBN 3-936931-08-9. Download als PDF auf Buch-Homepage (archivierte Version beim Internet Archive)
- Netzpiraten – Die Kultur des elektronischen Verbrechens (Hrsg., zusammen mit Armin Medosch), 2001, ISBN 3-88229-188-5.
- Netbeats – Musik im Internet, 2000, ISBN 3-8272-5821-9.